# Královské Poříčí
Královské Poříčí là một làng thuộc huyện Sokolov, vùng Karlovarský, Cộng hòa Séc.